# 业余无线电历史
业余无线电的历史可以追溯到无线电通信的萌芽阶段。早在20 世纪初就出现了一些关于如何制作简单无线电装置的指南。 在其发展历程中，业余无线电爱好者为科学、工程、工业以及社会服务做出了重大贡献。业余无线电爱好者的研究推动了新兴产业的诞生，发展了经济，增强了国家实力， 并且在紧急情况下挽救了生命 。

## 起源
业余无线电的诞生可以追溯到19世纪末。当时意大利发明家古列尔莫·马可尼将无线电波（由海因里希·鲁道夫·赫兹于1888年证明其存在）成功转化为一种通信系统。 早在19 世纪后期，就有业余电报爱好者架设了他们自己的有线电报网络系统。随着马可尼的成功，越来越多的人开始试验这种新形的“无线电报”。有关基于“赫兹波”的无线电报系统（“无线电”这个名字直到几年后才开始普遍使用）的信息很少，只有1901年11月的《业余工作》杂志中介绍了如何根据赫兹的早期实验构建一个简单的无线电系统。 
随着业余无线电的不断发展，杂志上频繁出现了业余爱好者的进展报道。例如，在1904年的一篇报道中，记载了关于两名来自马萨诸塞州波士顿的八年级学生构建了一个传输和接收范围达八英里的无线电设备的故事，以及1906年的一篇报道，则讲述了两名罗德岛青少年在鸡舍中建造了一个无线电台的事迹。1905年，美国第一个商业化生产的无线电报发射机/接收机系统首次向实验者和业余爱好者开放。1908年，哥伦比亚大学的学生成立了哥伦比亚大学无线电报俱乐部，即现哥伦比亚大学业余无线电俱乐部。这是迄今为止记录中最早成立的业余无线电俱乐部 。1910年，澳大利亚业余无线电协会成立，即现在的澳大利亚无线电协会。

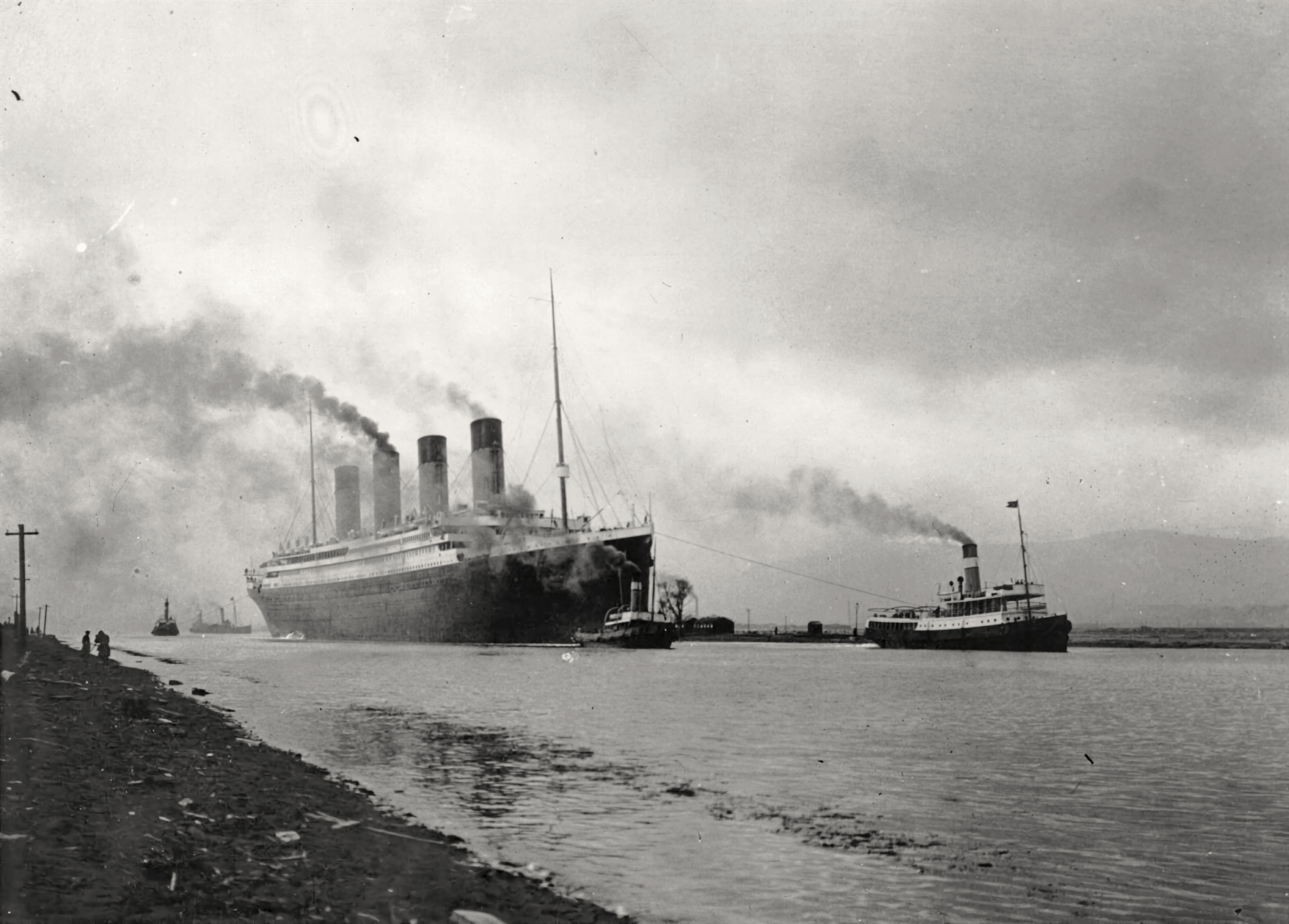
皇家邮轮泰坦尼克号（1912 年4月2日）

随着业余无线电的迅速发展乃至“狂热”，业余无线电爱好者们到1910年就已经建立了数千个电台。这也引发了广泛的意外干扰和恶意干扰，影响了商用和军事无线电系统。其中部分问题源于业余爱好者使用粗糙的火花发射器，这种设备会在无线电频谱的广泛范围内发射信号。1912年，皇家邮轮泰坦尼克号沉没后，美国国会通过了《1912 年无线电法案》 该法案将私人电台的无线电波波长限制在200米以下（频率为1500 kHz 以上）。这些“短波”频段当时被普遍认为毫无用处，导致美国的无线电爱好者数量估计减少了多达88%。他国家随后也采取了类似措施，到1913年，各国制定了《国际海上人命安全公约》 ，该公约要求船舶无线电台必须全天24小时有人值守。《1912年无线电法案》还标志着美国联邦开始对业余无线电操作员和电台进行许可管理。“ham”一词（意为拙劣的操作员）作为业余无线电操作员的同义词，其起源显然是来自专业电报员的嘲讽。

## 第一次世界大战
到1917年，第一次世界大战使业余无线电活动全面停止。在美国，国会下令所有业余无线电操作员停止操作，甚至拆除设备。 第一次世界大战结束后，这些限制被取消，业余无线电服务于1919年10月1日恢复。

## 两次世界大战之间

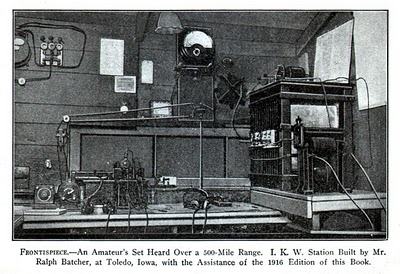
早期自制的业余无线电发射机

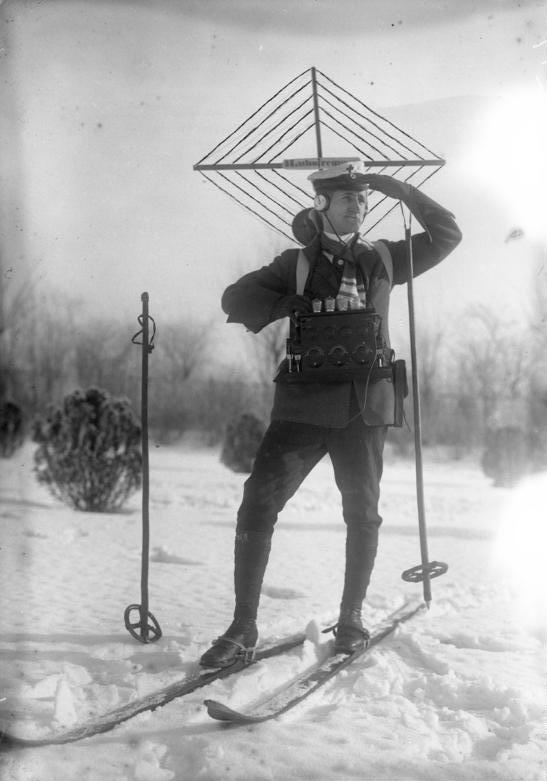
1924年德国业余无线电和滑雪爱好者

1921年，美国业余无线电爱好者向英国同行发出了挑战，试图实现跨越大西洋的无线电联系。不久，许多美国电台开始在英国被听到，紧接着，接着在1922年12月，一位英国业余无线电爱好者也在美国被接收到。1923年11月27日，美国业余无线电爱好者弗雷德·施内尔（Fred Schnell）和法国业余无线电爱好者莱昂·德洛伊（Léon Deloy）首次实现了跨大西洋双向通话。此后不久，英国和美国之间于1923年12月首次实现了双向联系，地点位于伦敦和康涅狄格州的西哈特福德。 17个美国和13个欧洲的业余无线电站进行了通信。随后的一年里，北美和南美、南美和新西兰、北美和新西兰，以及伦敦和新西兰之间的通信也相继实现。
这些国际业余无线电联系促进了第一次国际无线电报会议的召开，该会议于1927年至1928年在美国华盛顿特区举行。这次会议制定了80/75、40、20和10米的标准国际业余无线电波段及无线电呼号前缀。
1933 年，罗伯特·摩尔（W6DEI）开始在75米下边带进行单边带语音实验。到了1934年，已经有数个业余无线电台使用单边带进行广播。

## 第二次世界大战
在德国占领波兰期间，牧师马克西米利安·科尔贝（Maximilian Kolbe，SP3RN） 被德国人逮捕。德国人认为他的业余无线电活动与间谍活动有关，于是他于1941年5月28日被转移到奥斯维辛集中营。1941年，在一些囚犯越狱后，德国人下令杀死10名囚犯以示惩戒。科尔贝牧师自愿替换其中一名被判处死刑的囚犯而殉道。1982年10月10日，他被教皇约翰保罗二世封为圣马西米利安·科尔贝，称其为奉献给玛丽亚的使徒，并宣告其为慈爱的殉道者，他也被视为业余无线电操作员的守护神 。

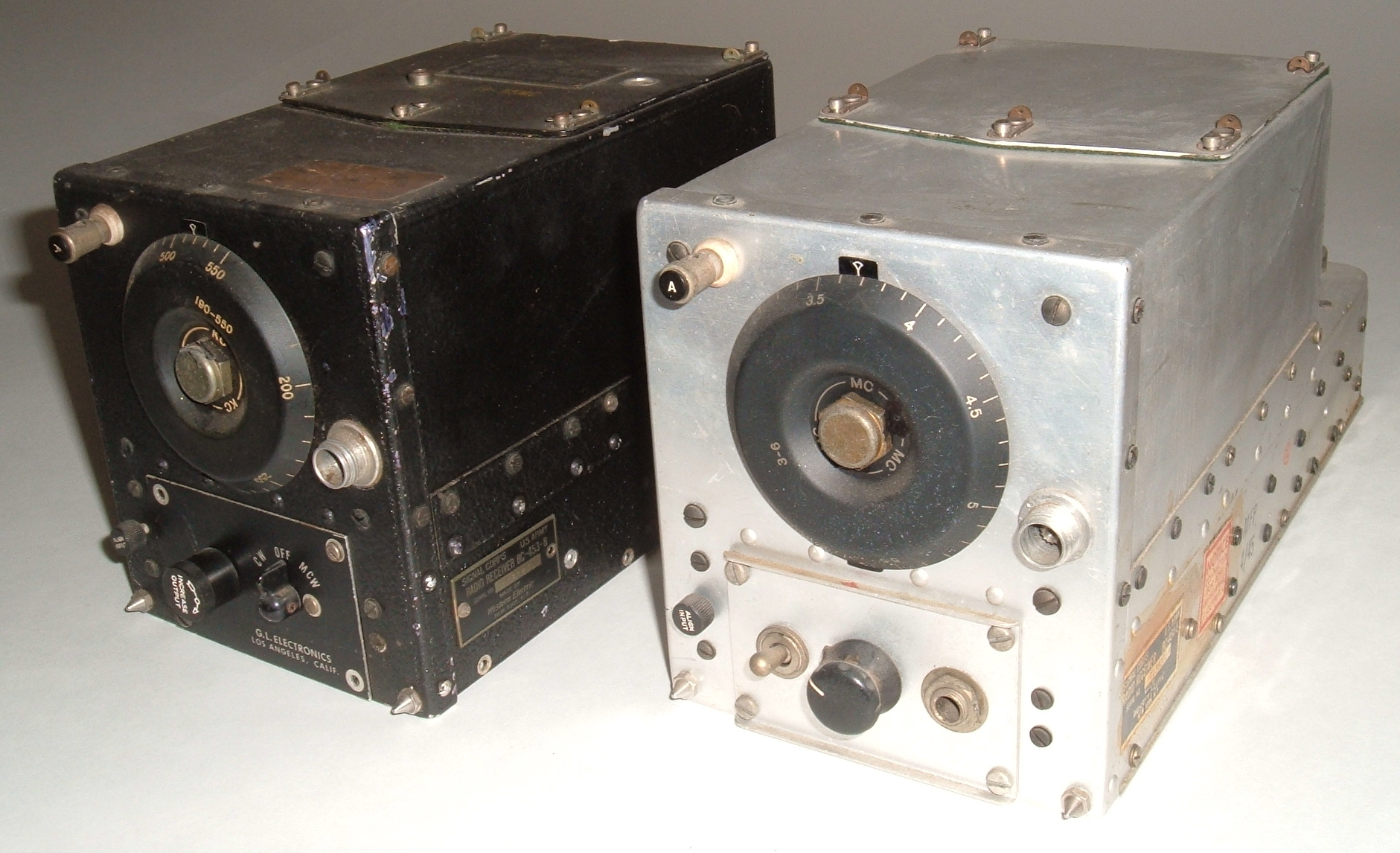
ARC-5系列中的两款电台。左边的单元是 BC-453-B，覆盖 190-550 kHz；右边的是 BC-454-E，覆盖 3-6 兆赫。二者都已改装，用小型控制面板替换前面板连接器来用于业余无线电操作

第二次世界大战期间，美国国会再次像第一次世界大战期间一样，暂停了所有业余无线电活动。由于当时大多数美国业余无线电操作员都在军队中，因此美国政府创建了战时应急无线电服务，该服务一直活跃到1945年。战争结束后，业余无线电服务开始恢复，许多业余无线电爱好者将战争剩余的无线电设备（如ARC-5）改装为业余无线电设备。

## 战后时代

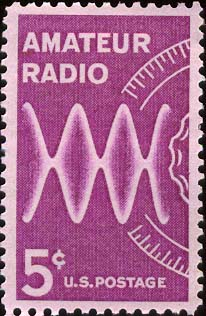
1964年美国邮票，纪念业余无线电。

20 世纪50年代，业余无线电爱好者开创了单边带调制在高频语音通信中的应用。1961年，第一颗业余无线电卫星OSCAR-1发射。
20 世纪50年代末，国际地球物理年期间，业余无线电爱好者在帮助美国海军驻扎在南极洲的人员与家乡的亲人保持联系中发挥了重要作用。

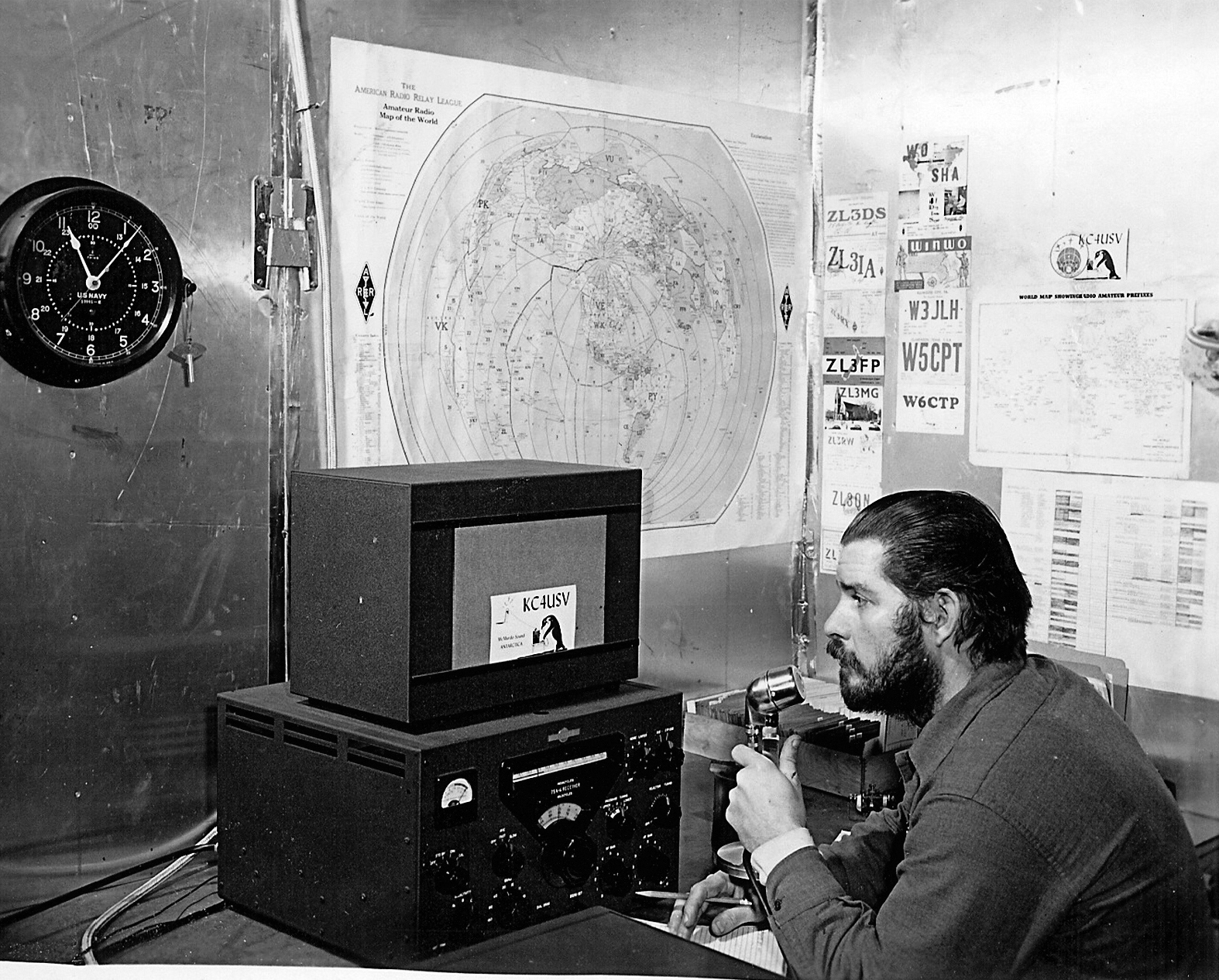
1956年冬天，美国海军首席军士长阿德雷·加勒特（Adrey Garret）在威廉姆斯航空作战基地使用业余无线电。在卫星电话技术普及之前，业余无线电是生活和工作在南极洲的海军人员与美国亲朋好友进行语音通信的唯一方式

## 20世纪末
1979 年，在瑞士日内瓦举行的世界无线电管理会议上，建立了三个新的业余无线电波段：30米、17米和12 米。如今，这三个波段通常被业余无线电爱好者称为“WARC 波段”。
1982 年福克兰战争期间，阿根廷军队控制了岛上的电话和无线电网络，并切断了与伦敦的通讯。苏格兰业余无线电操作员莱斯·汉密尔顿（Les Hamilton，GM3ITN） 成功地将岛上同为业余无线电爱好者的鲍勃·麦克劳德（Bob McLeod）和托尼·波尔-埃文斯（Tony Pole-Evans）提供的关键信息转发给了位于伦敦的英国军事情报机构，包括部队部署、轰炸袭击、雷达基地和军事活动的详细信息。1999年北约轰炸南斯拉夫期间，南斯拉夫的业余无线电操作员在公共避难所的岗位上交换信息。不过，由于一些不成文的规定，业余无线电爱好者通常会避开有争议的话题和政治讨论。
20 世纪80年代，业余无线电操作员对自动消息系统和分组无线电领域的通信做出了重大贡献。这些计算机控制系统首次用于灾难期间和之后的通信分发。
20 世纪90年代，业余无线电爱好者利用个人计算机和声卡的强大功能，引入了诸如PSK31等数字通信模式，推动了数字通信的进一步发展。同时，他们还数字信号处理和软件定义无线电等新技术融入到自己的活动中。

## 21世纪
多年来，国际协议要求业余无线电操作员必须熟练掌握摩尔斯电码，才能使用低于 30 兆赫的频段。2003年，世界无线电通信大会（WRC）在瑞士日内瓦召开，投票决定允许国际电信联盟成员国在自愿的前提下取消摩尔斯电码测试。
2006 年12月15日，美国联邦通信委员会（FCC）发布了一份报告和命令，取消了所有美国业余无线电执照申请者的摩尔斯电码考试要求，该政策于2007年2月23日生效。大多数其他国家也放宽了对于摩尔斯电码的要求，导致全球业余无线电爱好者的数量激增。
虽然不再要求业余无线电爱好者学习“电码”，但它仍然是一种流行的通信模式。
目前，只有朝鲜和也门完全禁止业余无线电操作员执照。不过许多国家仍然对业余无线电持证人有十分严格的要求，并限制他们的活动、频段和发射功率。
业余无线电应急通信协助了2001年9 月11日恐怖袭击 、2005 年卡特里娜飓风和2008年四川地震等灾难救援活动。2017年，红十字会请求派遣50名业余无线电操作员前往波多黎各，在飓风玛丽亚过后提供通信服务。